# Polystichum jiucaipingense
Polystichum jiucaipingense är en träjonväxtart som beskrevs av P.S.Wang och Q.Luo. Polystichum jiucaipingense ingår i släktet Polystichum och familjen Dryopteridaceae. Inga underarter finns listade.